# Nhóm con giao hoán tử
Trong toán học, cụ thể hơn là đại số trừu tượng, nhóm con giao hoán tử (hay nhóm dẫn xuất) của một nhóm là nhóm con sinh bởi tất cả các giao hoán tử của nhóm đó. Nhóm con giao hoán tử của một nhóm {\displaystyle G} thường được ký hiệu là {\displaystyle [G,G]}. (nói chung, ký hiệu {\displaystyle [A,B]} thường chỉ nhóm con sinh bởi tập hợp {\displaystyle \{(x,y)\mid x\in A,y\in B\}}.)

## Ví dụ
- Nhóm con giao hoán tử của một nhóm abel {\displaystyle G} là nhóm con tầm thường, bởi mọi giao hoán tử đều bằng với phần tử đơn vị.

## Abel hóa
- Nhóm thương {\displaystyle G/[G,G]} là một nhóm abel. Nó được gọi là abel hóa (abelianization) của nhóm {\displaystyle G}, và thường được ký hiệu là {\displaystyle G^{ab}}
- Nếu {\displaystyle H} là một nhóm con chuẩn tắc của {\displaystyle G}, nhóm thương {\displaystyle G/H} là nhóm abel khi và chỉ khi {\displaystyle [G,G]\subset H}. (một cách trực giác, {\displaystyle G/H} "hủy" các phần tử trong {\displaystyle H}; nếu ta muốn nó là Abel, nó phải hủy tất cả các giao hoán tử, tức là {\displaystyle \{[x,y]\mid x,y\in G\}} phải là một tập con của {\displaystyle H}, mà {\displaystyle H} là một nhóm con, nên {\displaystyle [G,G]\subset H}).
- Mọi đồng cấu nhóm {\displaystyle f:G\to A} từ {\displaystyle G} vào một nhóm abel {\displaystyle A} đều phân tách qua {\displaystyle G^{ab}}, tức là tồn tại {\displaystyle g:G^{ab}\rightarrow A} sao cho {\displaystyle g\circ \pi =f}, với {\displaystyle \pi :G\rightarrow G^{ab}} là phép chiếu chuẩn tắc.

## Chuỗi dẫn xuất
Chuỗi dẫn xuất của {\displaystyle G} là một dãy các nhóm {\displaystyle D^{0}G,D^{1}G,D^{2}G,\dots } được định nghĩa bởi
- {\displaystyle D^{0}G=G}
- {\displaystyle D^{n+1}G=[D^{n}G,D^{n}G]}

Một nhóm là giải được khi và chỉ khi dãy dẫn xuất là dãy dừng tầm thường, tức là {\displaystyle \exists n:D^{n}G=\{e\}}.

## Chuỗi tâm
Chuỗi tâm dưới của {\displaystyle G} là một dãy các nhóm {\displaystyle G_{0},G_{1},G_{2},\dots } được định nghĩa bởi
- {\displaystyle G_{0}=G}
- {\displaystyle G_{n+1}=[G_{n},G]}

Chuỗi tâm trên của {\displaystyle G} là một dãy các nhóm {\displaystyle Z_{0},Z_{1},Z_{2},\dots } được định nghĩa bởi
- {\displaystyle Z_{0}=\{e\}}
- {\displaystyle Z_{i+1}=\{x\in G|\forall y\in G:[x,y]\in Z_{i}\}}

## Nhân hoàn hảo
- Một nhóm {\displaystyle G} được gọi là hoàn hảo nếu {\displaystyle [G,G]=G}.
- Nhân hoàn hảo của một nhóm {\displaystyle G} là nhóm con hoàn hảo tối đại của {\displaystyle G}. Nó tồn tại và duy nhất[3].
- Nhân hoàn hảo của một nhóm giải được hay của một nhóm tự do là tầm thường.